# Ralph Hemecker
Ralph W. Hemecker (geb. vor 1991) ist ein US-amerikanischer Film- und Fernsehregisseur.

## Leben
Ralph Hemecker begann seine Karriere in den frühen 1990er-Jahren als Fernsehregisseur für die Serien Palm Beach-Duo und Renegade – Gnadenlose Jagd. 1994 folgte mit dem Thriller Dead On mit Matt McCoy und Shari Shattuck in den Hauptrollen sein Filmdebüt. In den nachfolgenden vier Jahren übernahm er fast ausschließlich bei Fernsehserien die Regie, darunter Dead at 21 – Tödliche Träume (1994), Millennium – Fürchte deinen Nächsten wie Dich selbst (1996, 1998) und Akte X – Die unheimlichen Fälle des FBI (1998). Nach seinem zweiten Spielfilm, American Dragons (1998), inszenierte er 2000 den Fantasy-Action-Fernsehfilm Witchblade – Die Waffe der Götter. Aufgrund des großen Erfolges entstand nach Hemeckers Idee ein Jahr später die gleichnamige Serie des Kabelsenders TNT, für die er an 15 der 23 produzierten Episoden am Drehbuch beteiligt war. Bis 2010 inszenierte er weitere Fernsehfilme wie Nora Roberts – Verschlungene Wege, Nora Roberts – Mitten in der Nacht und den Disney XD Original Movie Skyrunners.
Zuletzt inszenierte er mehrere Episoden der Serien Blue Bloods – Crime Scene New York, Once Upon a Time – Es war einmal… und dessen Spin-off Once Upon a Time in Wonderland.

## Filmografie (Auswahl)
- 1991–1994: Palm Beach-Duo (Silk Stalkings, Fernsehserie, 9 Episoden)
- 1992–1995: Renegade – Gnadenlose Jagd (Renegade, Fernsehserie, 11 Episoden)
- 1994: Dead On
- 1994: Dead at 21 – Tödliche Träume (Dead at 21, Fernsehserie, 5 Episoden)
- 1995: Vanishing Son – Sohn der untergehenden Sonne (Vanishing Son, Fernsehserie, 2 Episoden)
- 1996: Pacific Blue – Die Strandpolizei (Pacific Blue, Fernsehserie, Episode 1x01)
- 1996: Embraced – Clan der Vampire (Kindred: The Embraced, Fernsehserie, 2 Episoden)
- 1996, 1998: Millennium – Fürchte deinen Nächsten wie Dich selbst (Millennium, Fernsehserie, 2 Episoden)
- 1997: Conor, der Kelte (Roar, Fernsehserie, Episode 1x01)
- 1998: Akte X – Die unheimlichen Fälle des FBI (The X-Files, Fernsehserie, Episode 5x09)
- 1998: Inline Cops (Blade Squad, Fernsehfilm)
- 1998: American Dragons
- 2000: Witchblade – Die Waffe der Götter (Witchblade, Fernsehfilm)
- 2001–2002: Witchblade – Die Waffe der Götter (Witchblade, Fernsehserie, 23 Episoden)
- 2005: Haunting Sarah (Fernsehfilm)
- 2006: Fatal Desire (Fernsehfilm)
- 2007: Nora Roberts – Verschlungene Wege (Angels Fall, Fernsehfilm)
- 2007–2010: Numbers – Die Logik des Verbrechens (Numb3rs, Fernsehserie, 6 Episoden)
- 2009: Nora Roberts – Mitten in der Nacht (Midnight Bayou, Fernsehfilm)
- 2009: Skyrunners (Fernsehfilm)
- 2010: Ghost Whisperer – Stimmen aus dem Jenseits (Ghost Whisperer, Fernsehserie, Episode 5x14)
- 2010: Vampire Diaries (The Vampire Diaries, Fernsehserie, Episode 2x10)
- 2010–2013: Blue Bloods – Crime Scene New York (Blue Bloods, Fernsehserie, 9 Episoden)
- 2011: V – Die Besucher (V, Fernsehserie, Episode 2x09)
- 2011: Nikita (Fernsehserie, Episode 1x20)
- seit 2012: Once Upon a Time – Es war einmal… (Once Upon a Time, Fernsehserie, 25 Episoden)
- 2013: Once Upon a Time in Wonderland (Fernsehserie, 2 Episoden)